# Peter Thomsen (Reiter)
Peter Thomsen (* 4. April 1961 in Flensburg) ist ein deutscher Vielseitigkeitsreiter.

## Leben
Peter Thomsen begann mit 14 Jahren auf Turnieren zu reiten. Im Jahr 1987 nahm er erstmals an einer deutschen Meisterschaft teil und belegte Platz 15.
Mit der Schimmelstute White Girl startete er 1993 bei seiner ersten Europameisterschaft und war hier in der Einzelwertung bester deutscher Reiter. In Achselschwang belegte er den vierten Rang mit der Mannschaft und den fünften Platz im Einzel. In diesem Jahr wurde White Girl zum „Pferd des Jahres 1993“ gewählt.
Mit seiner Frau Kirsten Thomsen wurde er deutscher Vizemannschaftsmeister 2005. Im Jahr 2007 gewann er mit der Mannschaft den Vielseitigkeitswettbewerb beim CHIO Aachen.
Insgesamt trat Peter Thomsen bei fünf Welt- und Europameisterschaften an. 1996 war für Thomsen das Jahr seiner ersten Olympiateilnahme, White Girl verletzte sich jedoch in der Dressurprüfung. In den Jahren 2000 und 2004 war er Reservereiter und nahm somit nicht an den Spielen teil.
Im August 2008 wurde Thomsen in der Vielseitigkeit bei den Olympischen Spielen in Hongkong zusammen mit Ingrid Klimke, Hinrich Romeike, Andreas Dibowski und Frank Ostholt Olympiasieger mit der Mannschaft und feierte damit seinen größten Erfolg. Da sein Pferd The Ghost of Hamish im Geländeritt scheute, konnte er allerdings im Einzelwettbewerb keine vordere Platzierung erreichen. Vier Jahre später nahm er in London erneut an Olympischen Spielen teil, dieses Mal mit Barny. Mit der Mannschaft gewann er erneut die Goldmedaille. Bei den Europameisterschaften 2011, 2013 und 2015 war Thomsen jeweils als Einzelreiter am Start
Zum Jahreswechsel 2022 löst er Hans Melzer als Cheftrainer der deutschen Vielseitigkeitsreiter ab.

## Privates
Thomsen lebt in Lindewitt. Zusammen mit seiner Frau hat er zwei Kinder. Er ist gelernter Diplom-Verwaltungswirt (FH). Neben der Reiterei ging er als Beamter der Deutschen Post AG bis 2019 seinem Beruf im Vertrieb- und Logistikbereich nach.

## Erfolge
Olympische Sommerspiele

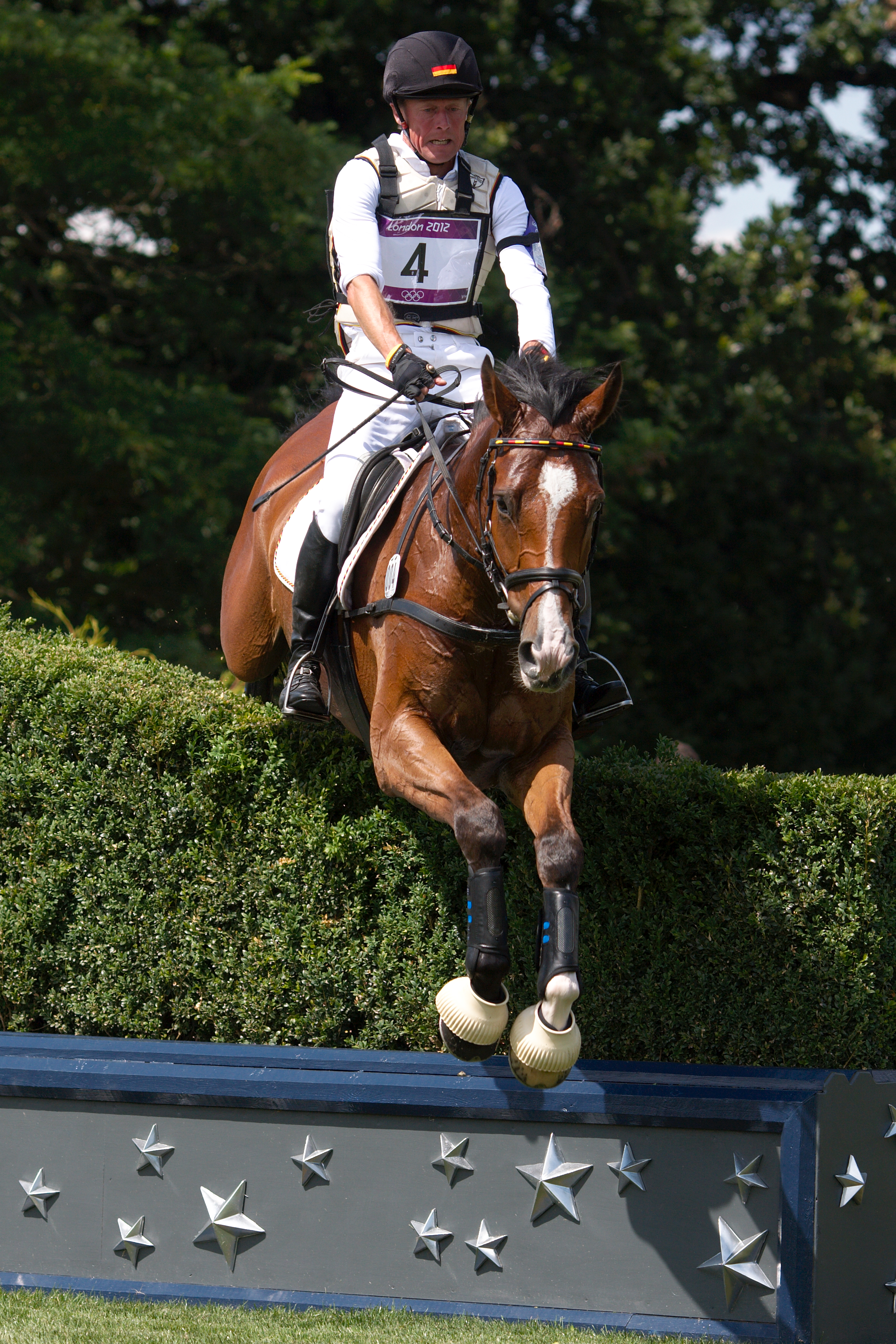
Peter Thomsen mit Barny auf der Geländestrecke bei den Olympischen Spielen 2012

- 1996, Atlanta: mit White Girl, aufgrund einer Verletzung seines Pferdes aufgegeben
- 2008, Hongkong: mit The Ghost of Hamish 1. Platz mit der Mannschaft und 37. Platz in der Einzelwertung[4]
- 2012, London: mit Barny 1. Platz mit der Mannschaft und 31. Platz in der Einzelwertung

Weltreiterspiele
- 1994, Den Haag: mit White Girl 3. Platz mit der Mannschaft, in der Einzelwertung im Gelände aufgegeben[7]
- 1998, Rom: Warren Gorse 43. Platz in der Einzelwertung

Europameisterschaften
- 1994, Achselschwang: mit White Girl 4. Platz mit der Mannschaft und 5. Platz in der Einzelwertung
- 1999, Luhmühlen: Warren Gorse 2. Platz mit der Mannschaft
- 2007, Pratoni del Vivaro: mit The Ghost of Hamish 7. Platz mit der Mannschaft und 15. Platz in der Einzelwertung
- 2011, Luhmühlen: mit Barny 15. Platz in der Einzelwertung
- 2013, Malmö: mit Cayenne 5. Platz in der Einzelwertung
- 2015, Blair Castle: mit Barny 10. Platz in der Einzelwertung

Deutsche Meisterschaften
- 1996, Luhmühlen: mit Kopernikus 5. Platz
- 1998, Luhmühlen: mit Warren Gorse 9. Platz
- 2001, Luhmühlen: mit Vilano 6. Platz
- 2003, Luhmühlen: mit Bordou 3. Platz
- 2004, Bonn-Rodderberg: mit The Ghost of Hamish 8. Platz
- 2006, Schenefeld: mit The Ghost of Hamish 6. Platz
- 2009, Schenefeld: mit Parko 4. Platz
- 2013, Schenefeld: mit Barny 3. Platz
- 2019, Luhmühlen: mit Casino 13. Platz

## Pferde

### Ehemalige Erfolgspferde
- Horseware's Barny (* 2002), brauner Holsteiner Wallach, Vater: Barnaul xx, Muttervater: Cornetto; nach 2016 von Kaya Thomsen geritten[8]
- Horseware's Parko (* 2000), dunkelbrauner Holsteiner Wallach, Vater: Parco xx, Muttervater: Alcatraz, seit Beginn 2012 von Mattia Luciani geritten[9]
- The Ghost of Hamish (* 1996; † 2010), Spitzname Mickey, Vollblüter aus Neuseeland, im Februar 2010 an einer Darmverschlingung verstorben[10][11]
- Warren Gorse (* 1988), brauner britischer Wallach, Vater: Skippy, Muttervater: Quiet Fling[12]
- White Girl 3 (* 1983; † 2010), Trakehner Schimmelstute, Vater: Bajar, Muttervater: Marengo[13][14]

## Auszeichnungen
2009 erhielt Peter Thomsen die Sportplakette des Landes Schleswig-Holstein. Im November 2012 wurde ihm zusammen mit 163 weiteren Sportlern das Silberne Lorbeerblatt verliehen.